# Andrew Luster
Andrew Luster, född 1963, dömd serievåldtäktsman och arvtagare till kosmetikföretaget Max Factor. 
Han reste mycket och surfade på många stränder. Under 1996, 1997 och 2000 gav han kvinnor GHB och våldtog dem medan de var medvetslösa. 2002 påbörjades en rättegång mot Andrew, där han anklagades för 87 punkter, därav våldtäkter på tre kvinnor, användning av GHB etc. I början av 2003 blev domen fastställd och Andrew Luster, i sin frånvaro, dömd på alla punkter. Domen gav honom ett straff på 124 år. Han rymde till Mexiko innan domen hunnit bli fastslagen. Där blev han senare samma år arresterad och förd till fängelset Mule Creek State Prison i Kalifornien. Där avtjänar han nu sitt straff som våldtäktsman.